# Captura d'aigua
La captura d'aigua és la recollida o acumulació i emmagatzematge d'aigua de pluja (també inclou la rosada). La recollida d'aigua de pluja es fa servir per a proveir-se d'aigua potable i d'aigua per als ramats i per a regar, i també per a reomplir (recarregar) aqüífers.

## Sistemes
Hi ha diversos sistemes per a recollir l'aigua de la pluja. Els principals en són la recollida d'aigua de pluja de les teulades i l'aprofitament de l'escolament dels turons o muntanyes. En general, hi preval el sentit econòmic i hi ha d'haver un mínim de precipitació (no és possible recollir aigua en un clima hiperàrid).

## Sistemes domèstics de captura d'aigua de pluja

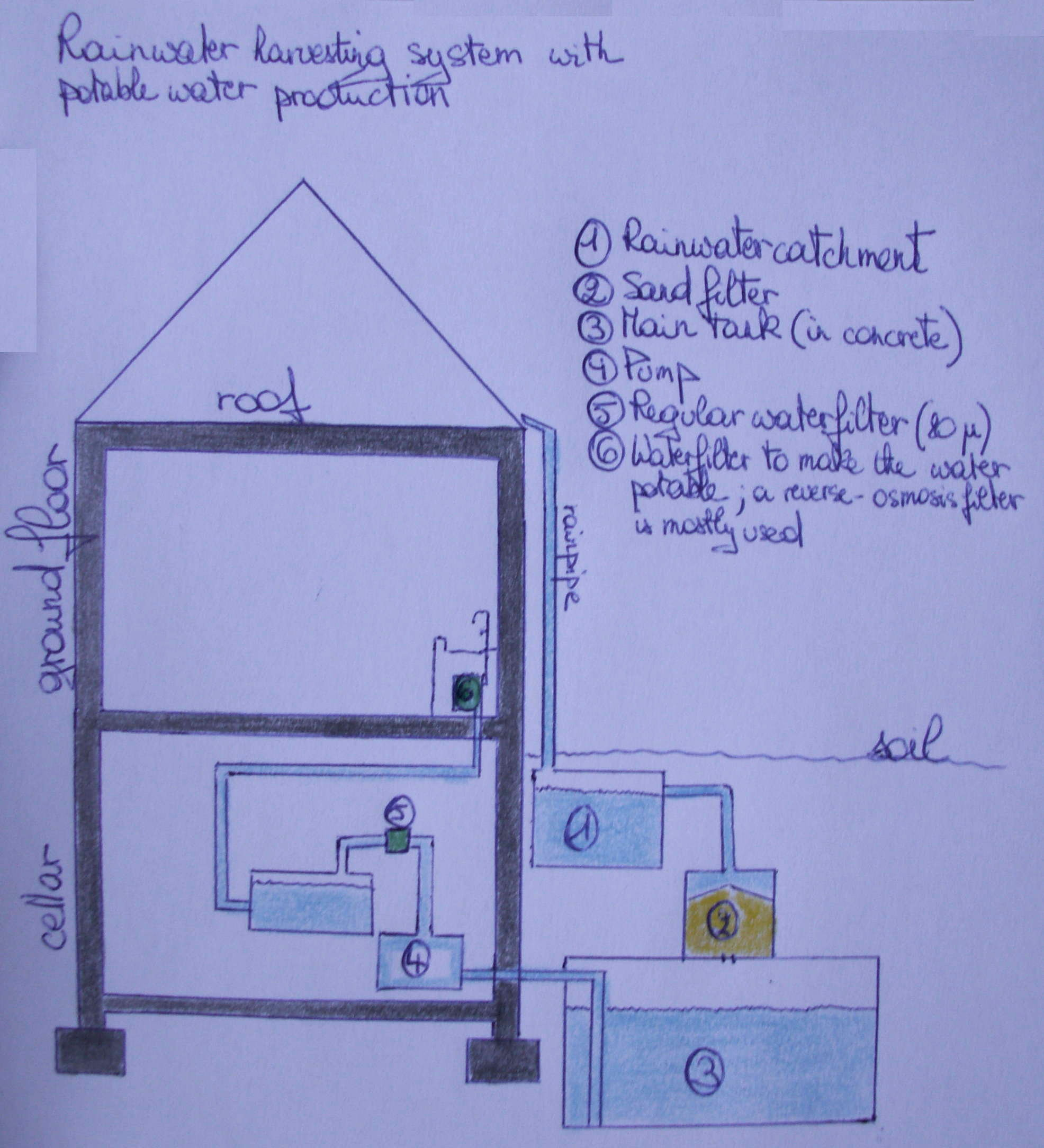
Un sistema domèstic de recollida d'aigua que cau sobre la teulada

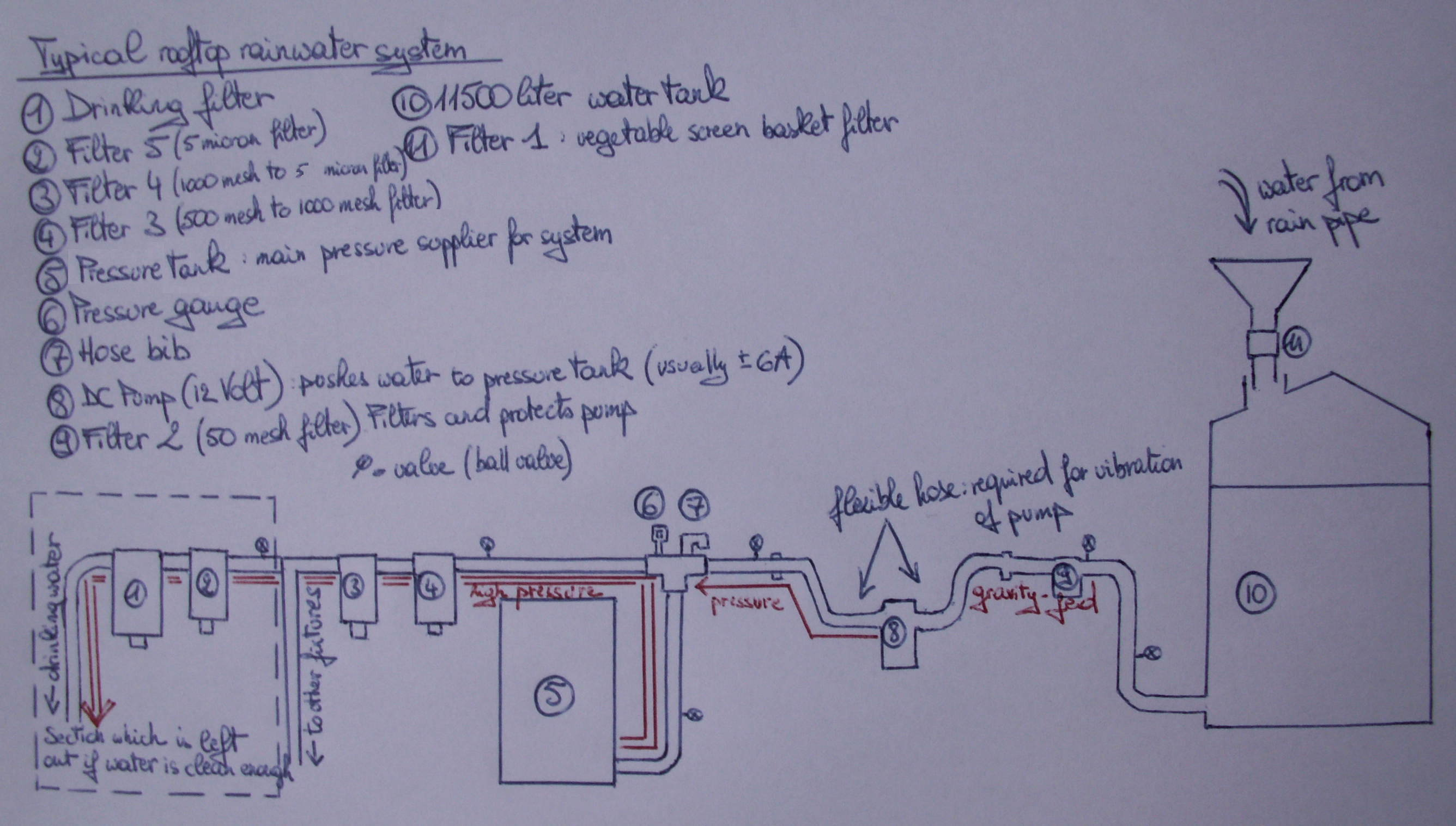
Sistema pressuritzat

### Tipus de sistemes
L'aljub n'és el sistema més antic a la península Ibèrica, introduït pels àrabs. El sistema inclou un dipòsit (cisterna) que emmagatzema l'aigua que porten unes canonades. A les instal·lacions modernes, pot haver-hi o no un sistema amb bombes de pressurització de l'aigua. En determinats casos, també hi ha un sistema de purificació de l'aigua, ja sia per llum ultraviolada o per destil·lació.

## Sistemes de recollida de la rosada

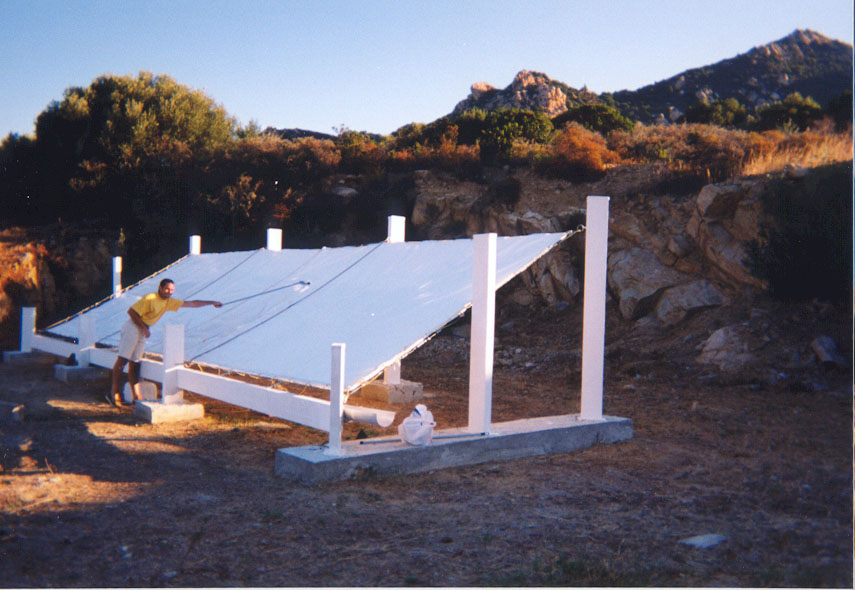
Condensador de rosada a Còrsega

Diversos mecanismes de pantalla es fan servir a les zones de la Terra on la quantitat d'aigua aportada per la rosada és més gran; el sistema també es pot aplicar per condensar la humitat que sempre conté l'aire. Aquestes pantalles tenen una temperatura suficient perquè s'hi dipositi la humitat atmosfèrica en forma de rosada. Generalment, el substrat s'ha de refredar per a poder arribar al punt de rosada, i això s'aconsegueix amb l'energia radiant del sol.

## Sistemes agrícoles
Als Països Catalans i, en general, a la conca mediterrània, l'aprofitament de l'escolament de les aigües pluvials s'ha fet tradicionalment mitjançant una bassa en la qual entrava aigua de pluja procedent de turons condicionats amb la construcció de canaleres. La bassa es recobria d'argila per fer-la impermeable. La funció de les basses era abeurar el bestiar.
En certs països, com Tunísia, Kenya, Etiòpia, el Iemen i d'altres, encara hi ha la tradició d'aprofitar l'aigua de pluja per a incrementar la quantitat d'aigua que arriba als conreus. Els mètodes de captura d'aigua comprenen diverses estratègies per a dirigir l'aigua d'escolament cap a les superfícies cultivades. A gran escala, es fan canals que formen petites conques on hi ha els conreus, temporalment inundables, com als oliverars de Sfax, a Tunísia, que prosperen només amb 250 litres de pluja anual gràcies, entre altres coses, a aquest sistema. A petita escala, es fan barreres linears de pedres que augmenten la humitat localment o bé es disposen semicercles enfonsats al costat dels conreus i s'hi afegeix matèria orgànica per a augmentar la capacitat de retenció d'aigua.